# Neritimorpha
Neritimorpha é um clado da classe Gastropoda.

## Taxonomia
Na classificação de Ponder & Lindberg (1997), "Neritaemorphi" era considerado uma superordem da subclasse Orthogastropoda, e continha duas ordens, Cyrtoneritomorpha e Neritopsina. Em 2005, Bouchet & Rocroi consideraram Neritimorpha um clado da classe Gastropoda, contendo várias famílias e superfamílias do Paleozoico com posição taxonômica incerta e os clados Cyrtoneritimorpha e Cycloneritimorpha.
Sistemática de Neritimorpha:
- Superfamília incertae sedis
  - Família †Craspedostomatidae Wenz, 1938
  - Família †Pragoscutulidae Frýda, 1998
- Superfamília †Nerrhenoidea Bandel & Heidelberger, 2001
- Superfamília †Oriostomatoidea Koken, 1896
- Superfamília †Palaeotrochoidea Knight, 1956
- Superfamília †Platyceratoidea Hall, 1879
- Clado Cyrtoneritimorpha Bandel & Frýda 1999
- Clado Cycloneritimorpha Frýda, 1998

O clado Neritimorpha é considerado monofilético com base em análise filogenética.